# Milot Rashica
Milot Rashica (* 28. června 1996 Vučitrn) je kosovský profesionální fotbalista, který hraje na pozici křídelníka či ofensivního záložníka za turecký klub Beşiktaş JK a za kosovský národní tým.

## Klubová kariéra
Rashica je odchovanec kosovského klubu KF Vushtrria. V srpnu 2013, poté co odmítl přestup do belgického Gentu, debutoval v dresu Vushtrrie ve věku pouhých 17 let.

### Vitesse

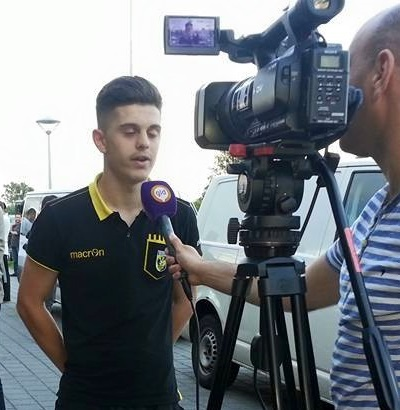
Rashica v dresu Vitesse (2016)

Dne 1. července přestoupil Rashica do nizozemského Vitesse, ve kterém podepsal tříletou smlouvu, za částku okolo 300 tisíc euro. 30. července 2015 Rashica v dresu Vitesse debutoval, a to při prohře 3:0 proti anglickému Southamptonu ve třetím předkole Evropské ligy UEFA. 9. srpna odehrál také první utkání v Eredivisie; v zápase proti Willemu II Tilburg asistoval na gól Denyse Olijnyka při remíze 1:1. 20. září 2015 vstřelil Rashica svůj první profesionální gól, a to do sítě De Graafschap při výhře 3:0. 18. prosince dvěma vstřelenými brankami pomohl k výhře 5:1 nad Twente.
30. dubna 2017 odehrál celý zápas finále KNVB Beker, ve kterém Vitesse porazilo AZ Alkmaar 2:0. Jednalo se o první trofej klubu v jejich 125leté historii.

### Werder Brémy
Dne 31. ledna 2018 přestoupil Rashica do bundesligového klubu Werder Brémy, kde podepsal smlouvu do roku 2022. Již 3. února 2018 se dočkal svého debutu při výhře 1:2 nad Schalke 04. Svoji první bundesligovou branku vstřelil 12. března do sítě 1. FC Köln při výhře 3:1.
Rashica v sezóně 2018/19 odehrál 26 ligových zápasů, ve kterých vstřelil 9 branek.
Svůj první gól v sezóně 2019/20 vstřelil v zápase proti Borussii Dortmund, který skončil remízou 2:2. Dne 1. prosince 2019 vstřelil dvě branky v zápase proti VfL Wolfsburg a podstatnou částí přispěl k výhře 3:2. V posledním zápase sezóny se jednou střelecky prosadil a připsal si dvě asistence na branky Davyho Klaassena a Joshe Sargenta při důležité výhře 6:1 nad 1. FC Köln a pomohl tak k posunu na 16. příčku v ligové tabulce. Werder tak měl ještě šanci se zachránit v nejvyšší německé soutěži. V baráži o udržení se střetli s 1. FC Heidenheim. Po výsledcích 0:0 a 2:2 se nakonec Werder udržel v Bundeslize díky pravidlu venkovních gólů.
V sezóně 2020/21 odehrál Rashica 24 ligových zápasů, ve kterých se třikrát střelecky prosadil, nicméně sestupu Werderu Brémy do 2. Bundesligy zabránit nedokázal.

### Norwich City
Dne 22. června 2021 přestoupil Rashica do anglického prvoligového Norwiche City. Norwich City údajně za přestup zaplatil 11 milionů euro. 14. srpna 2021 nastoupil poprvé v dresu Norwiche, a to při domácí prohře 3:0 proti Liverpoolu.
Rashica vstřelil svůj první gól za Norwich City v lednu 2022, když vstřelil jediný gól zápasu FA Cupu proti Charltonu Athletic. Svůj první ligový gól dal 19. února, když otevřel skóre zápasu proti Liverpoolu, který však skončil porážkou Norwiche 1:3.

## Reprezentační kariéra

### Albánie
Rashica debutoval v albánské reprezentaci 29. března 2016 v přátelském zápase proti Lucembursku. V dresu albánského národního týmu odehrál ještě jedno přátelské utkání, a to proti Kataru.

### Kosovo
Dne 15. srpna 2016 Rashica oznámil, že v budoucnu by rád nastupoval za reprezentaci Kosova. 30. srpna 2016 dostal první pozvánku do reprezentace, a to na zápas kvalifikace na Mistrovství světa proti Finsku. V zápase, který se odehrál 5. září, se objevil v základní sestavě a pomohl týmu k remíze 1:1.

## Statistiky

### Klubové
K 19. únoru 2022
| Klub         | Sezóna  | Liga           | Liga   | Liga | Národní pohár | Národní pohár | Ligový pohár | Ligový pohár | Evropské poháry | Evropské poháry | Ostatní | Ostatní | Celkem | Celkem |
| Klub         | Sezóna  | Liga           | Zápasy | Góly | Zápasy        | Góly          | Zápasy       | Góly         | Zápasy          | Góly            | Zápasy  | Góly    | Zápasy | Góly   |
| ------------ | ------- | -------------- | ------ | ---- | ------------- | ------------- | ------------ | ------------ | --------------- | --------------- | ------- | ------- | ------ | ------ |
| Vushtrria    | 2013/14 | Superliga      | 5      | 2    | 0             | 0             | —            | —            | —               | —               | —       | —       | 5      | 2      |
| Vushtrria    | 2014/15 | Superliga      | 16     | 7    | 0             | 0             | —            | —            | —               | —               | —       | —       | 16     | 7      |
| Vushtrria    | Celkem  | Celkem         | 21     | 9    | 0             | 0             | —            | —            | —               | —               | —       | —       | 21     | 9      |
| Vitesse      | 2015/16 | Eredivisie     | 31     | 8    | 1             | 0             | —            | —            | 2               | 0               | —       | —       | 34     | 8      |
| Vitesse      | 2016/17 | Eredivisie     | 33     | 2    | 6             | 2             | —            | —            | —               | —               | —       | —       | 39     | 4      |
| Vitesse      | 2017/18 | Eredivisie     | 19     | 3    | 1             | 0             | —            | —            | 6               | 0               | 1       | 0       | 27     | 3      |
| Vitesse      | Celkem  | Celkem         | 83     | 13   | 8             | 2             | —            | —            | 8               | 0               | 1       | 0       | 100    | 15     |
| Werder Brémy | 2017/18 | Bundesliga     | 9      | 1    | 1             | 0             | —            | —            | —               | —               | —       | —       | 10     | 1      |
| Werder Brémy | 2018/19 | Bundesliga     | 26     | 9    | 4             | 3             | —            | —            | —               | —               | —       | —       | 30     | 12     |
| Werder Brémy | 2019/20 | Bundesliga     | 30     | 8    | 4             | 3             | —            | —            | —               | —               | —       | —       | 34     | 11     |
| Werder Brémy | 2020/21 | Bundesliga     | 24     | 3    | 2             | 0             | —            | —            | —               | —               | —       | —       | 26     | 3      |
| Werder Brémy | Celkem  | Celkem         | 87     | 21   | 11            | 6             | —            | —            | 0               | 0               | —       | —       | 100    | 27     |
| Norwich City | 2021/22 | Premier League | 19     | 1    | 2             | 1             | 1            | 0            | —               | —               | —       | —       | 21     | 1      |
| Celkem       | Celkem  | Celkem         | 212    | 44   | 21            | 9             | 1            | 0            | 8               | 0               | 1       | 0       | 242    | 52     |

### Reprezentační
K 14. listopadu 2021
| Albánie | Albánie | Albánie |
| Rok     | Zápasy  | Góly    |
| ------- | ------- | ------- |
| 2016    | 2       | 0       |
| Celkem  | 2       | 0       |
| Kosovo  |         |         |
| 2016    | 4       | 0       |
| 2017    | 7       | 0       |
| 2018    | 9       | 2       |
| 2019    | 7       | 2       |
| 2020    | 1       | 0       |
| 2021    | 10      | 2       |
| Celkem  | 38      | 6       |

#### Reprezentační góly
Skóre a výsledky Kosova jsou vždy zapisovány jako první.
| Gól | Datum              | Místo                                          | Soupeř          | Skóre | Výsledek | Soutěž                                 |
| --- | ------------------ | ---------------------------------------------- | --------------- | ----- | -------- | -------------------------------------- |
| 1.  | 14. října 2018     | Tórsvøllur, Tórshavn, Faerské ostrovy          | Faerské ostrovy | 1:0   | 1:1      | Liga národů UEFA 2018/19               |
| 2.  | 17. listopadu 2018 | Národní stadion, Ta' Qali, Malta               | Malta           | 5:0   | 5:0      | Liga národů UEFA 2018/19               |
| 3.  | 7. června 2019     | Stadion Pod Goricom, Podgorica, Černá Hora     | Černá Hora      | 1:0   | 1:1      | Kvalifikace na Mistrovství Evropy 2020 |
| 4.  | 10. června 2019    | Národní stadion Vasil Levski, Sofie, Bulharsko | Bulharsko       | 1:0   | 3:2      | Kvalifikace na Mistrovství Evropy 2020 |
| 5.  | 4. června 2021     | Sofie, Klagenfurt, Rakousko                    | Malta           | 1:0   | 2:1      | Přátelský zápas                        |
| 6.  | 4. června 2021     | Sofie, Klagenfurt, Rakousko                    | Malta           | 2:1   | 2:1      | Přátelský zápas                        |

## Ocenění

### Klubová

#### Vushtrria
- Superliga e Futbollit të Kosovës: 2013/14

#### Vitesse
- KNVB Cup: 2016/17